# Tekellatus lamingtoniensis
Tekellatus lamingtoniensis is een spinnensoort in de taxonomische indeling van de Cyatholipidae.
Het dier behoort tot het geslacht Tekellatus. De wetenschappelijke naam van de soort werd voor het eerst geldig gepubliceerd in 1978 door Jörg Wunderlich.